# Anna Hakobyan
Anna Vachiki Hakobyan (em armênio: Աննա Վաչիկի Հակոբյան; Armênia Soviética, 1 de fevereiro de 1978) é a esposa do atual primeiro-ministro da Armênia, Nikol Pashinyan. Profissionalmente, é a editora-chefe do jornal armênio Times. Para além das suas funções oficiais, é considerada erroneamente como a primeira-dama da Armênia, devido a uma mudança na constituição do Estado da Armênia. Apesar de ser considerada como tal pelos meios de comunicação, é apenas a cônjuge do primeiro-ministro, sendo que a primeira-dama da Armênia é Nouneh Sarkissian, esposa do presidente Armen Sarkissian.

## Educação e carreira
Anna Hakobyan nasceu no dia 1 de fevereiro de 1978, na Armênia Soviética. Mais tarde, ela formou-se na Universidade Estadual de Yerevan. Depois de adquirir formação superior, começou a trabalhar como jornalista no seu país. Actualmente, é editora-chefe do maior jornal na Arménia, o Times.

### Revolução de Veludo de 2018
Hakobyan desempenhou um papel activo na Revolução de Veludo da Arménia, em 2018, uma revolução que se constituiu como uma série de protestos em massa, de carácter pacífico, contra o governo da época, em resposta ao terceiro mandato consecutivo do ex-presidente. No dia 8 de maio de 2018 Nikol Pashinyan foi eleito primeiro-ministro.

### Cônjuge do primeiro-ministro
Hakobyan tornou-se no cônjuge do primeiro-ministro em 8 de maio de 2018, no dia seguinte à eleição do seu marido para o cargo governamental. No início de agosto de 2018, uma sondagem de opinião realizada pela revista americana Woman's World mostrou que Hakobyan foi reconhecida como "a mais bela primeira-dama" de 2018.

## Trabalho de caridade
Logo após a eleição do marido, Hakobyan iniciou uma reunião com as organizações de caridade envolvidas com pediatras de cancro e especialistas da área. Durante a sessão de reunião sob a sua liderança, foi formado um grupo de trabalho para melhorar o estado dos pediátricos de cancro na Arménia. Actualmente, com o envolvimento das principais partes interessadas, uma fundação de caridade encontra-se em processo de formação para apoiar o desenvolvimento de oncologia pediátrica e hematologia na Arménia, e a senhora Hakobyan tornou-se, graças ao ser esforço e iniciativa, na Presidente Honorária da Fundação.